# Горешть (Яловенський район)
Горешть (рум. Horești) — село в Яловенському районі Молдови. Утворює окрему комуну.